# Old Dominion Barn Dance

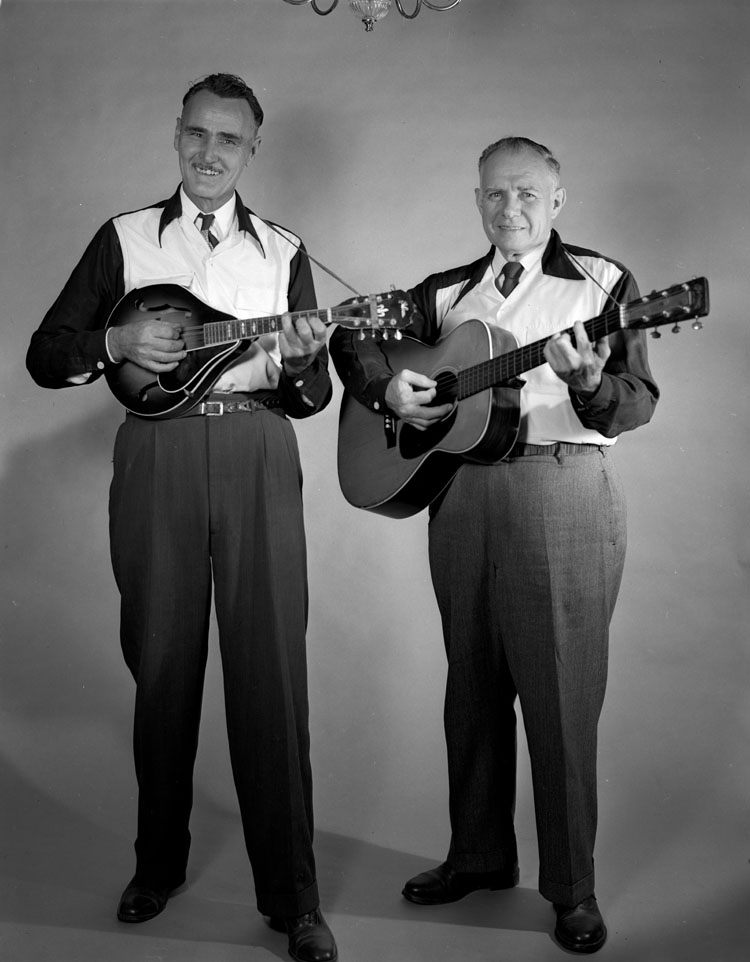
The Tobacco Tags

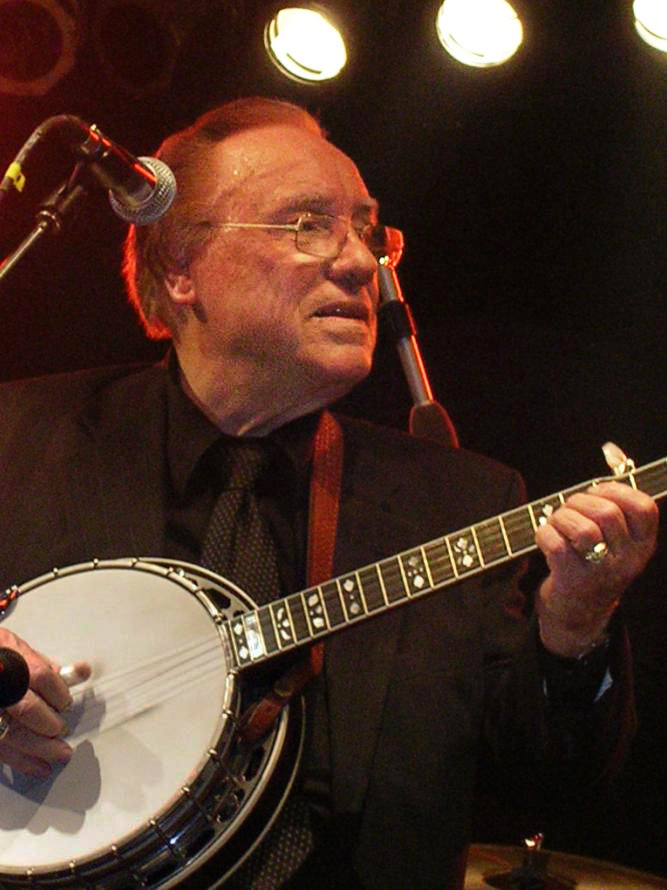
Earl Scruggs

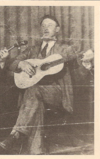
Gwen Foster

Der Old Dominion Barn Dance war eine US-amerikanische Country-Sendung, die von dem Radiosender WRVA aus Richmond, Virginia gesendet wurde.

## Geschichte

### Anfänge
Der Old Dominion Barn Dance wurde zum ersten Mal am Abend des 19. September 1946 live aus dem WRVA Theater in Richmond über WRVA übertragen. Sunshine Sue, damals bereits seit sechs Jahren bei WRVA, übernahm die Moderation und brachte bereits für die erste Show Mother Maybelle & the Carter Sisters ein. Zuerst wurden die Shows unter der Woche am Nachmittag veranstaltet, ab 1947 verlagerte man den Barn Dance aber auf die Samstagabende. Zu dieser Zeit konnte man WRVA an der gesamten Ostküste der USA hören. Die Show stellte sich bereits im ersten Jahr als Erfolg heraus; man spielte immer im ausverkauften Auditorium, das 1400 Zuschauer fassen konnte, und im Dezember 1947 hatten bereits über 100.000 Menschen den Old Dominion Barn Dance live gesehen.

### Aufstieg
1950 schloss das Ensemble des Barn Dances über 100 Musiker ein, unter anderem auch national bekannte Künstler wie Grandpa Jones, Joe Maphis und Rose Lee Maphis, Chick Stripling, Toby Stroud und Jackie Phelps. Nun übernahm das Columbia Broadcasting System die Übertragung in den gesamten USA und der Old Dominion Barn Dance stieg zu einer der gefragtesten Barn Dance Shows des Landes auf. Sunshine Sue und der Leiter WRVAs, John Tansey, hatten hart daran gearbeitet, die Show in der nationalen Country-Szene fest zu etablieren.
Für Soldaten in Übersee wurden Shows aufgezeichnet und über AFN im wöchentlichen Wechsel mit dem Old Kentucky Barn Dance, dem Big D Jamboree und dem Louisiana Hayride auch in Deutschland gesendet. Das Radio Album zeichnete den Old Dominion Barn Dance damals mit einem Preis für Outstanding Contribution To American Folk Music in Radio and Theater Entertainment aus. Zu diesem Zeitpunkt stand die Show auf der Höhe ihres Erfolges. Rockabilly-Star Janis Martin fand 1955 ihren Durchbruch im Barn Dance und andere Country-Stars wie Lester Flatt, Barbara Allen, Wilma Lee & Stoney Cooper, Reno and Smiley, Mac Wiseman und viele weitere konnten für die Shows gewonnen werden.

### Ende
1957 wurde der Old Dominion Barn Dance abgesetzt und durch den New Dominion Barn Dance abgelöst. Carlton Haney übernahm nun die Moderation und führte die Show bis 1964 über WRVA fort. 
1975 wurde der Old Dominion Barn Dance noch einmal über WTVR und WTVR-TV wiederbelebt. Unter den Gästen fanden sich Grandpa Jones, Joe Maphis und Sunshine Sue, Jr. Zudem wurde ein Plattenlabel gegründet, mit dem man junge Talente des Barn Dances unter Vertrag nehmen wollte.
In der Gegenwart wurde zur Erinnerung und Erhaltung der Tradition die Old Dominion Barn Dance Foundation For The Performing Arts gegründet.

## Gäste und Mitglieder
| - Grandpa Jones - Lester Flatt - Earl Scruggs - Bobby Atkins - Joe Maphis & Rose Lee - Janis Martin - Barbara Allen - Chet Atkins - Three Tobacco Tags - The Carter Sisters - Reno and Smiley - Slim Bryant - Wilma Lee and Stoney Cooper - Jim Eanes - Shirley Hunter - Clyde Moody - Sunshine Sue - Toby Stroud - Arlene Wilshire - Chet Atkins - Don Reno | - Mac Wiseman - Gwen Foster - Abbie Neal and her Ranch Girls - Sonny Dae and his Knights - Sonny Day and his Radio Raskals - The Saddle Sweethearts - The Corn Crackers - Chick Stripling - The Prairie Songbirds - The Workman Twins - Rusty Adams - Red Battle - The Brennen Twins - Steve Chapman - Jerry Cope - Buster Duffenbarger - Tony Edwards - Crazy Elmer - Jim Wilson - George Winn | - Donna Gay - Harold Hensley - Jolly Joe - Judy, Jen and George - The Knight Sisters - Zag Pennel - Jackie Phelps - Chief Powhatan - Roy Russell - Hank Satterwhite - Allen Shelton - Mary Slaughter - Quincy Snod-grass - Connie Stewart - Joe Stone - Arnold Terry - The Tuttle Sisters - Virginia Mountain Boys - Craig Winfield - Jean Wright |